# Tórshavn
Tórshavn (pronunciat /ˈtʰɔu̯ʂhau̯n/) és la capital de les illes Fèroe i, amb 13.638 habitants (2021), la seva ciutat més gran. Està situada al sud-est de l'illa de Streymoy tot mirant cap a Nólsoy.
La seu del govern feroès, està situada a l'antic barri de Tinganes, a la península de Skansapakkhusið. En aquest indret s'hi va reunir el Løgting, el parlament tradicional de les Illes, fins a mitjans del segle xix, quan es va traslladar a una altra zona de la ciutat.
Hi ha el Tórsvøllur, l'estadi on juga la Selecció de futbol de les Illes Fèroe, amb una capacitat d'uns 6000 espectadors.

## Etimologia
El nom de la ciutat prové del nòrdic antic Þórshöfn, que significa "port de Thor", en honor del déu del tro de la mitologia nòrdica. Aquest nom pagà indica que Tórshavn va ser fundada abans de l'any 1000, data aproximada de la introducció del cristianisme a les Fèroe. La majoria dels feroesos anomenen la ciutat simplement amb el nom de Havn (port) i vàries empreses és la nomenclatura que utilitzen.

## Geografia
Tórshavn està situada al centre geogràfic de l'arxipèlag de les Fèroe, a la costa sud-est de illa de Streymoy. A l'est de la ciutat hi ha l'illa Nólsoy, que protegeix de manera efectiva el port natural de la ciutat; sense Nólsoy el desenvolupament de Tórshavn com a ciutat portuària possiblement mai s'hagués produït. La península de Tinganes divideix el port en dues parts: l'Eystaravág, a l'est, i el Vesteravág, a l'oest. El petit riu Sanda desemboca a la platja de Sandagerði i serveix de límit entre Tórshavn i la localitat de Argir.
Amb el temps, l'àrea urbana de Tórshavn ha desbordat els seus límits originals, de manera que les localitats veïnes d'Argir i Hoyvík són com barris de la ciutat.
A més de delimitar amb l'oceà Atlàntic, la ciutat es troba flanquejada per la muntanya Húsareyn (374 metres), al nord-oest, i la muntanya Kirkjubøreyn (350 metres), al sud-oest, on s'ubica el poble de Kirkjubøur i el límit sud de Streymoy, anomenat Kirkjubønes. Tórshavn està assentada en una de les zones més planes de totes les Fèroe.

## Demografia
El municipi de Tórshavn comprèn 18 localitats i té una població estimada de 22.348 habitants per al 2021, el que representa el 41% de la població total de les Illes Fèroe. És el municipi més gran de l'arxipèlag i el més poblat. La densitat de població és de 113,9 hab/km². Cal considerar tanmateix que la major part del terme municipal està despoblat.
| Any  | Població |  | Any  | Població |  | Evolució de la població (període 1985–2007) |
| ---- | -------- |  | ---- | -------- |  | ------------------------------------------- |
| 1801 | 554      |  | 1998 | 11 954   |  |                                             |
| 1854 | 900      |  | 1999 | 12 117   |  |                                             |
| 1900 | 1 656    |  | 2000 | 12 278   |  |                                             |
| 1925 | 2 896    |  | 2001 | 12 334   |  |                                             |
| 1950 | 5 607    |  | 2002 | 12 445   |  |                                             |
| 1975 | 11 329   |  | 2003 | 12 569   |  |                                             |
| 1985 | 12 330   |  | 2005 | 12 605   |  |                                             |
| 1990 | 13 124   |  | 2009 | 12.384   |  |                                             |
| 1995 | 11 568   |  | 2013 | 12 245   |  |                                             |
| 1997 | 11 771   |  | 2017 | 12 981   |  |                                             |

La ciutat de Tórshavn supera els 13.500 habitants. Malgrat avui en dia l'àrea de la ciutat esta completament urbanitzada, es divideix en tres localitats històriques i estadísticament separades: Tórshavn pròpiament dita, amb 13.638 habitants, i els suburbis de Hoyvík (4.367) i Argir (2.364).
A part del nucli urbà, hi ha 15 localitats més que depenen de l'ajuntament de Tórshavn. En general, són nuclis costaners escassament poblats; 6 d'ells superen els 100 habitants i el més gran és Kollafjørður, amb 818 habitants. La base danesa de Mjørkadalur no compta amb població fixa. Finalment, Úti á Bø, al sud de l'illa Streymoy, està deshabitada.

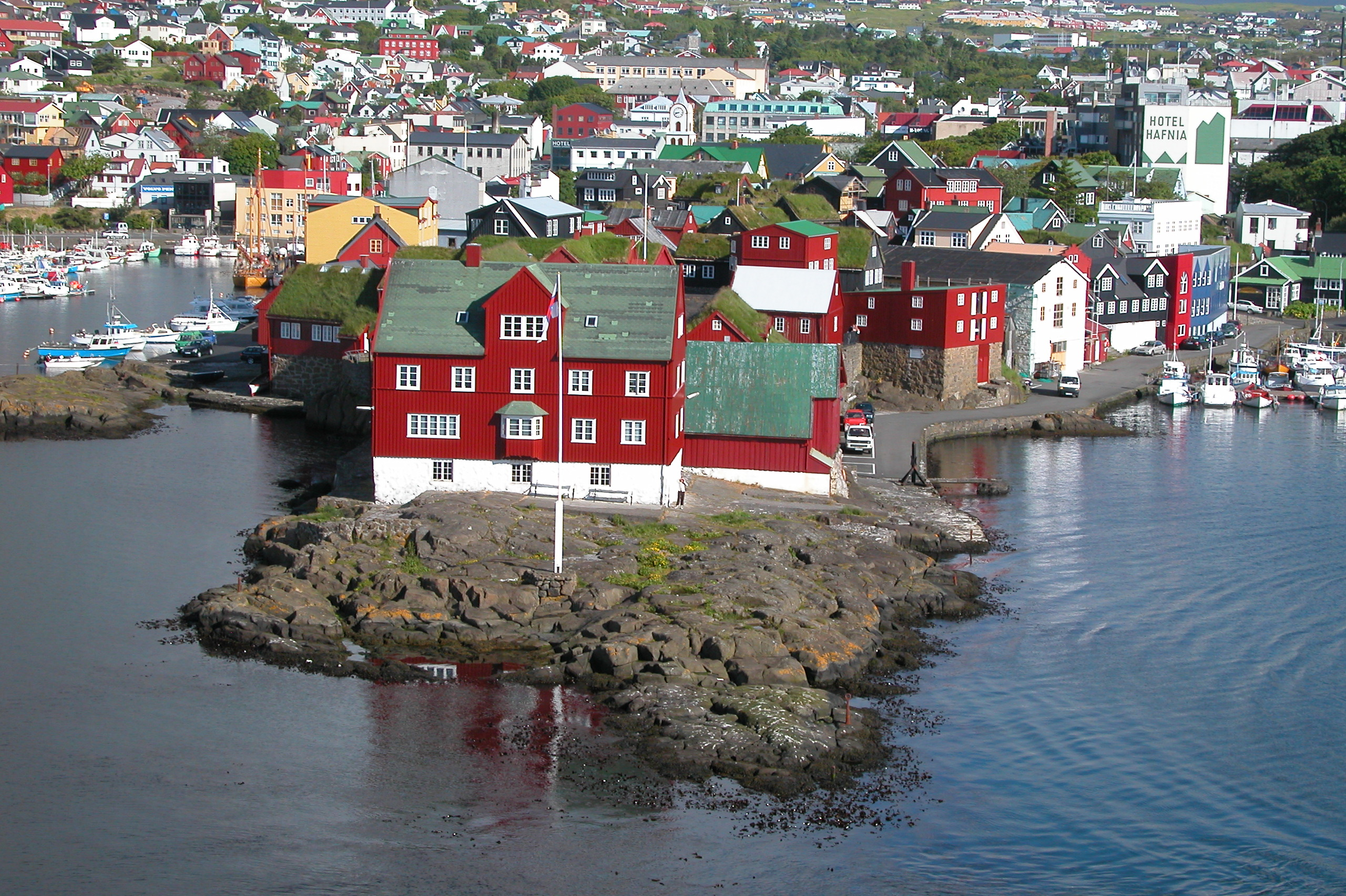
La península de Skansapakkhusið, on hi ha l'espai anomenat Tinganes, seu tradicional del parlament feroès

parcial del port de Tórshavn.

| Nuclis de població | Població (2021) |
| ------------------ | --------------- |
| Argir              | 2.364           |
| Hestur             | 19              |
| Hoyvík             | 4.367           |
| Hvítanes           | 109             |
| Kaldbak            | 252             |
| Kaldbaksbotnur     | 9               |
| Kirkjubøur         | 88              |
| Kollafjørður       | 818             |
| Koltur             | 0               |
| Mjørkadalur        | 0               |
| Nólsoy             | 234             |
| Norðradalur        | 9               |
| Oyrareingir        | 42              |
| Signabøur          | 145             |
| Sund               | 1               |
| Syðradalur         | 10              |
| Tórshavn           | 13.638          |
| Velbastaður        | 243             |
| TOTAL              | 22.348          |

## Història
Reconstruir la història de la ciutat és complicat perquè no existeixen fonts escrites dels seus primers 600 anys. Segons la Saga dels feroesos, les Fèroe es van poblar mitjançant colons noruecs que fugien de la tirania del rei Harald I al llarg del segle ix. Aquests colons vikings van crear el seu propi parlament, el thing, que el va establir a la península de Tinganes, a Tórshavn, el 825. Durant l'època vikinga, era costum fer les reunions del thing en un lloc neutral i deshabitat. El Tinganes en aquell moment complia amb aquestes característiques, i se li afegia l'avantatge de trobar-se en un espai central de l'arxipèlag. Aquells vikings es reunien sobre les roques planes del Tinganes cada estiu. Quan l'era vikinga va finalitzar el 1035, es va instal·lar un mercat en aquest antic lloc de trobada.
Al llarg de l'edat mitjana, l'estreta península que forma el Tinganes va conformar el nucli central de la primigènia Tórshavn. El 1271 es va establir un monopoli comercial a Tórshavn per a la corona noruega i s'hi van anar a establir funcionaris reials. Tot el comerç entre Noruega i les Illes Fèroe havia de passar primer per Bergen. Segons un document de l'any 1271, dos vaixells cobrien regularment la ruta entre Tórshavn i Bergen amb càrregues de sal, fusta i cereals.
El 1580, es va construir la fortalesa Skansin per evitar els continus saquejos per part de pirates del Mar de el Nord. El 1673 la ciutat va patir un incendi que va destruir gran part del Tinganes, el que va suposar la desaparició de múltiples documents de gran importància històrica. A la fi de segle xviii, Tórshavn va adquirir l'estatut de ciutat, i el 1866 l'honor de ser la capital de l'arxipèlag.
A la dècada de 1920 es va construir el port a la ciutat i Tórshavn es va convertir en un important punt de comerç i comunicacions a la zona. Durant la Segona Guerra Mundial, i després de l'ocupació de Dinamarca per tropes alemanyes, la ciutat i tot l'arxipèlag van ser ocupats per l'exèrcit britànic. La fortalesa de Skansin es va convertir en la seu del comandament de la Royal Navy i dos canons de 5,5 polzades en servei abans de la Segona Guerra Mundial a bord del HMS Furious s'hi van desplegar.

## Esports
Tórshavn, com a capital, és el punt central de l'esport feroès. Gundadalur és la zona esportiva més gran, on hi ha a més l'estadi de futbol de Tórsvøllur, el més gran de l'arxipèlag amb una capacitat per a 6.040 espectadors. Aquest estadi és l'oficial de l'equip nacional de futbol de les Illes Fèroe. Al voltant de la ciutat encara hi ha dos camps de futbol més, pistes de tennis cobertes, pistes de bàdminton i una piscina.
La ciutat té diversos clubs de futbol, inclosos tres equips de la primera divisió feroesa: el HB Tórshavn, el B36 Tórshavn i l'Argja Bóltfelag. Altres clubs de futbol de la ciutat són el FF Giza (Nólsoy), el FC Hoyvík o el Undrið FF. L'handbol és el segon esport més popular a Tórshavn. Els equips d'handbol de la ciutat són el Kyndil, el Neistin i l'Ítróttafelagið H71. L'equip nacional d'handbol de les illes entrena també a la ciutat. La ciutat de Tórshavn té diversos clubs de rem, incloent el Havnar Róðrarfelag i el Róðrarfelagið Knørrur.
Cada any, al juliol, se celebra la volta ciclista de les Illes Fèroe. Aquesta cursa, que comença a Klaksvík i acaba a Tórshavn, porta per nom Kring Føroyar (volta a les Fèroe).

## Personatges il·lustres
- Niels Ryberg Finsen (1860-1904), metge, Premi Nobel de Medicina o Fisiologia de l'any 1903.
- Hákun Djurhuus (1908 - 1987), ex-Primer ministre feroès (1963-1967).
- Petur Alberg (1885–1940), compositor, va compondre la melodia de l'himne de les Fèroe el 1907.
- Páll á Reynatúgvu (1967), ex-jugador de futbol i polític.
- Kaj Leo Johannesen (1964), ex-jugador de futbol i ex-Primer ministre feroès (2008-2015)

## Agermanaments
- – Asker, Noruega – 52.210 hab. És un suburbi d'Oslo.
- – Garðabær, Islàndia – 10.272 hab. A 3 km al sud de Reykjavík.
- – Jakobstad, Finlàndia – 19.669 hab.
- – Mariehamn, Åland – 10.158 hab. És la capital de les Illes Åland.
- – Eslöv, Suècia – 17.070 hab.
- – Birkerød, Dinamarca – 19.906 hab.
- – Riolunato, Itàlia – 681 hab.